# 克莱尔蒙特高中
克莱尔蒙特高中（英語：Claremont High School）美国加利福尼亚州克莱尔蒙特市的公立高中，是克莱蒙特联合学区的一部分，坐落于波莫纳谷的北部山脚处。克莱尔蒙特高中是加州杰出学校，曾两度获得优秀蓝丝带奖。
学校招收克莱尔蒙特以及部分波莫纳的学生。

## 体育
克莱尔蒙特高中的体育项目包括橄榄球、篮球、排球、高尔夫球、棒球、垒球、水球、游泳、潜水、摔跤、网球、足球、田径和长跑。
校橄榄球队赢得过21个联赛冠军，其中包括5个CIF的冠军。校越野跑队赢得2009年的加利福尼亚校际联赛第四名和2010年的联赛季军。女子越野跑队赢得了2016年和2017年的联赛冠军，男子越野跑队在2016年联赛中获得第一。2009年和2010年的网球校队赢得了联赛的冠军。足球队赢得过1993年、2001-2002以及2011年的返盟比赛冠军。

## 校友
- 杰西卡·阿尔巴，女演员和模特
- 托尼·贝尔特兰（英语：Tony Beltran），美国职业足球大联盟皇家盐湖城队后卫
- 雅各布·伯特兰德（英语：Jacob Bertrand），演员
- 科里·卡特（英语：Kori Carter），国家大学体育协会及2017年世锦赛400米栏运动员
- 约翰·丹尼尔（英语：John Darnielle），音乐家、唱作人。[2]
- 马鲁·德雷尔（英语：Malu Dreyer），德国政治家，莱茵兰-普法尔茨州州长，曾于1977年到克莱尔蒙特高中作交换生。
- 奥得拉·费姆博瑞斯（英语：Aundrea Fimbres），歌手和舞者
- 贾斯丁·哲尔曼诺（英语：Justin Germano），美国，日本和韩国 的棒球运动员。
- 伊利奥特·格拉旱姆（英语：Elliot Graham），影片编辑
- 本·哈珀（英语：Ben Harper），音乐家和唱作人
- 马丁·休伊特（英语：Martin Hewitt (actor)），演员
- 埃里克斯·欣肖（英语：Alex Hinshaw），美国职业棒球大联盟旧金山巨人队棒球运动员
- 阿娜萨缇丝雅·霍尔尼（英语：Anastasia Horne），女演员、歌手
- 休斯兄弟 电影导演，制片人和编剧家。
- 马特·L·琼斯（英语：Matt L. Jones），演员
- 丹·麦克古埃尔（英语：Dan McGwire），國家美式橄欖球聯盟西雅图海鹰队的四分卫
- 卡麦隆·莫拉（英语：Cameron Morrah），國家美式橄欖球聯盟西雅图海鹰队的近端锋[3]
- 卡梅隆·芒特尔（英语：Cameron Munter），美国驻巴基斯坦大使
- 山姆·魁诺伊斯（英语：Sam Quinones），新闻工作者，前《洛杉矶时报》记者[4]
- 底利普·拉奥（英语：Dileep Rao），演员
- 戴维·莱斯（英语：Dave Rice (basketball)），内华达大学拉斯维加斯分校大学篮球教练[來源請求]
- 迪倫·泰特，棒球运动员[5]
- 彼得·图姆（英语：Peter Thum），星巴克情操水（英语：Ethos Water）的共同创建者